# Tyrannochthonius pachythorax
Espèce
Tyrannochthonius pachythorax est une espèce de pseudoscorpions de la famille des Chthoniidae.

## Distribution
Cette espèce se rencontre au Viêt Nam, au Cambodge, en Thaïlande et en Chine.

## Publication originale
- Redikorzev, 1938 : Les pseudoscorpions de l'Indochine française recueillis par M.C. Dawydoff. Mémoires du Muséum National d'Histoire Naturelle, Paris, vol. 10, no 2, p. 69-116.